# MMR-06
MMR-06 fue un cohete sonda soviético propulsado por combustible sólido. Voló 824 veces entre el 10 de febrero de 1976 y el 10 de abril de 1992, año en que fue retirado, con sólo 5 lanzamientos fallidos.
Podía elevar cargas de entre 5 y 11 kg a alturas de hasta 60 km. El cono del morro se eyectaba en el apogeo y la carga útil recogía datos mientras caía al suelo en paracaídas. Se usó exclusivamente para misiones de aeronomía.

## Especificaciones
- Carga útil: 5 a 11 kg
- Apogeo: 60 km
- Masa total: 130 kg
- Diámetro: 0,2 m
- Longitud total: 0,48 m
- Envergadura: 0,7 m